# IV. Bogdán moldvai fejedelem
IV. Bogdán (1555. május 9. – 1574 júliusa) Moldva fejedelme 1568-tól 1572-ig.
IV. Sándor fiaként született. Trónrajutván a lengyelekkel szövetkezett, velük is lépett rokonságba. Ez okozta a vesztét is: a megsértett Zborovszki Kristóf elfogta, midőn az ő jegyesét Bogdán meglátogatta Lengyelországban. Bogdán helyére pedig a szultán a lengyel eredetü, de Konstantinápolyban mohammedánná lett kalandor Ivoniát ültette (1572). A volt fejedelem sikertelenül igyekezett országát visszanyerni. Moszkvában halt meg.